# Lennart Hjulström
Lennart Hjalmar Hjulström (* 18. Juli 1938 in Karlstad; † 3. Juli 2022) war ein schwedischer Regisseur und Schauspieler. Zudem hat er an der Stockholmer Medienhochschule Dramatiska Institutet einen Lehrstuhl als Professor in Regie inne. Er war verheiratet mit der Schauspielerin Gunilla Nyroos. Der schwedische Geograph und Geomorphologe Filip Hjulström war sein Vater.

## Filmografie (Auswahl)
als Schauspieler
- 1985: August Strindberg – Ein Leben zwischen Genie und Wahn (August Strindberg ett liv)
- 1985: Mein Leben als Hund (Mitt liv som hund)
- 1986: Im Namen des Gesetzes (I lagens namn)
- 1987: Nionde kompaniet
- 1989: Tre kärlekar
- 1990: Black Jack
- 1991: Der Ochse (Oxen)
- 1991: Den goda viljan (Fernsehmehrteiler)
- 1992: Die besten Absichten (Den goda viljan)
- 1997: Kommissar Beck: Heißer Schnee (Vita nätter)
- 1997: Kommissar Beck: Kuriere des Todes (Pensionat Pärlan)
- 1997: Kommissar Beck: Die Todesfalle (Moneyman)
- 1999: Zero Tolerance – Zeugen in Angst (Noll tolerans)
- 2001: Executive Protection – Die Bombe tickt (Livvakterna)
- 2002: Utanför din dörr
- 2003: Den tredje vågen
- 2003: Evil (Ondskan)
- 2005: Codename: Medizinmann (Medicinmannen)
- 2006: Mankells Wallander: Offene Rechnungen (Jokern)
- 2006: Mankells Wallander: Dunkle Geheimnisse (Hemligheten)
- 2007: Predikanten
- 2009: Vergebung (Luftslottet som sprängdes)
- 2012: Agent Hamilton – Im Interesse der Nation (Hamilton - I nationens intresse)
- 2012: Agent Hamilton 2 – In persönlicher Mission (Hamilton: Men inte om det gäller din dotter)
- 2020: Die Jönsson Bande (Se upp för Jönssonligan)

als Regisseur
- 1983: Ein Berg auf der Rückseite des Mondes (Berget på månens baksida)
- 1996: Rusar i hans famn